# Xelkovnikov
Xelkovnikov - Шелковников (rus) - és un khútor de la República d'Adiguèsia, a Rússia. Es troba a 40 km al sud de Koixekhabl i a 49 km a l'est de Maikop, la capital de la república.
Pertany al municipi de Vólnoie.